# ريتشارد هودجكينسون
ريتشارد هودجكينسون (9 ديسمبر 1983 - )  (بالإنجليزية: Richard Hodgkinson)‏ هو لاعب كريكت بريطاني.